# Litoralia guariquensis
Litoralia guariquensis is een hooiwagen uit de familie Cosmetidae.